# Chryseococcus
Chryseococcus är ett släkte av insekter. Chryseococcus ingår i familjen ullsköldlöss.
Kladogram enligt Catalogue of Life:
| Chryseococcus | \| \| Chryseococcus arecae \| \| \| \| \| \| Chryseococcus longispinus \| \| \| \| |
|               | \| \| Chryseococcus arecae \| \| \| \| \| \| Chryseococcus longispinus \| \| \| \| |
|               | Chryseococcus arecae                                                               |
|               |                                                                                    |
|               | Chryseococcus longispinus                                                          |
|               |                                                                                    |